# The Wonderful and Frightening World of The Fall
The Wonderful and Frightening World of The Fall è il settimo album in studio del gruppo musicale britannico The Fall, pubblicato nel 1984.

## Tracce
Side 1
1. Lay of the Land
2. 2 × 4
3. Copped It
4. Elves

Side 2
1. Slang King
2. Bug Day
3. Stephen Song
4. Craigness
5. Disney's Dream Debased